# Маленький утікач
«Маленький утікач» (яп. «小さい逃亡者») — радянсько-японський художній фільм 1966 року, знятий режисерами Едуардом Бочаровим і Кінугасою Тейноске.

## Сюжет
Десятирічного сироту Кена Каваму з Токіо виховує його дядько Нобуюкі Нода, в минулому — музикант, який подавав великі надії. Але зараз Нобуюкі грає в барах Токіо і поступово спивається. Кен теж хоче стати музикантом — його батько був талановитим скрипалем. Але дядько тягає його на свої вечірні «халтури» — в дуеті з дитиною можна більше заробити, хоча це і незаконно. Одного разу, будучи напідпитку, Нобуюкі каже хлопчикові, що його батько, якого той вважав померлим, живий і перебуває в Москві. Ровесниця Кена Мітіко Сакума, яка теж підробляє вечорами продажем квітів, радить йому знайти якого-небудь росіянина, який може допомогти з відомостями про далеку Москву і, можливо, про долю батька. У місті гастролює московський цирк. Кен, пробравшись в цирк без квитка, тікаючи від служителів, потрапляє в роздягальню Юрія Нікуліна. Клоун не видає хлопчика, але думає, що той прийшов до нього в надії потрапити на виставу — зрозуміти один одного їм заважає мовний бар'єр. У подарунок хлопчикові дістається набір російських матрьошок — Кен вважає ці іграшки чарівними, здатними виконувати бажання. Поставивши собі за мету відшукати батька, Кен, за допомогою водія-далекобійника добирається до Кіото, а потім, потайки пробирається на судно, на якому з Японії в СРСР повертається цирк, але самі артисти, виявляється, полетіли літаком.
На кораблі Кен знайдений, і в порту Находка його передають прикордонникам, але, всупереч закону і здоровому глузду (практично «за помахом чарівної палички» — виконане загадане хлопчиком однією з семи матрьошок бажання) Кена не депортуватимуть назад, а дозволяють продовжити подорож до Москви. Починається шлях десятирічного хлопчика по великій чужій країні. Спочатку він їде з поводирем Трофімичем, з яким пізніше через обставини розлучається. Протягом подорожі хлопчикові допомагають мисливці, зплавники лісу і інші радянські люди. Врешті-решт його саджають в літак, який летить до самої Москви.
Але літак сідає не в Москві, а — через негоду — в Ленінграді. Пасажирам влаштовують екскурсію по місту, під час якої Кен відбивається від групи і, переконаний в тому, що перебуває в Москві, вирушає шукати батька. В цей самий час в Ленінграді гастролює і Нікулін. Кен, побачивши афішу, потрапляє в цирк, де клоун представляє його публіці. Кен, вийшовши на арену, розповідає людям, хто він, звідки і з якою метою приїхав. Глядачі сміються, вважаючи «японського хлопчика» частиною жартівливої репризи. На щастя, серед глядачів виявляється японець, що знає російську мову. Згодом він разом з Кеном і Нікуліним їде на поїзді до Москви. У японському посольстві вони дізнаються сумну новину — батько Кена помер вже як п'ять років тому.
Кен залишається в Москві, продовжує вчитися грати на скрипці і закінчує консерваторію, після чого з оркестром під керівництвом Рудольфа Баршая приїжджає на батьківщину, де зустрічається з подругою дитинства Мітіко і її мамою. Дядько Кена, що працює кухарем в дитячому притулку, бачить по телевізору його виступ як соліста зі спільним радянсько-японським оркестром. Але нікому не зізнається у цьому — разом з гордістю за племінника, що став знаменитим, служителя притулку (музична кар'єра якого не склалася), мучить почуття сорому.

## У ролях
- Тіхару Інайосі —  Кен Кавама в дитинстві
- Дзюкіті Уно —  Нобуюкі Нода, дядько Кена
- Макіко Ісімару —  Мітіко Сакума в дитинстві
- Мітійо Оокусу —  Мітіко Сакума доросла
- Юрій Нікулін — камео
- Ейдзі Фунакосі —  японець в Ленінграді і Москві
- Матіко Кйо —  директор притулку
- Іван Рижов —  старшина Трофімич
- Інна Макарова —  Клава, дружина Трофімича
- Станіслав Чекан —  зплавник
- Володимир Ємельянов —  начальник митної служби
- Микола Граббе —  виконроб
- Хіроюкі Ота —  Кен Кавама в юнацтві
- Микола Сморчков —  будівельник
- Едуард Бредун —  мисливець
- Раднер Муратов —  пацієнт в лікарні
- Юрій Саранцев —  помічник капітана
- Любов Соколова —  лейтенант міліції
- Тетяна Нікуліна — камео, Тетяна Нікуліна
- Віктор Чекмарьов —  відрядженний
- Клавдія Козльонкова —  диспетчер
- Олексій Миронов —  залізничник
- Ірина Калиновська — епізод
- Тетяна Айнюкова —  Оленка, дочка зплавника
- Тамара Яренко —  провідник
- Рудольф Баршай — камео, диригент
- Тайдзі Тонояма — епізод

## Знімальна група
- Режисери-постановники — Едуард Бочаров, Кінугаса Тейноске
- Сценаристи — Еміль Брагінський, Андрій Бітов
- Оператори-постановники — Петро Катаєв, Олександр Рибін
- Композитор — Борис Карамишев
- Художник-постановник — Петро Пашкевич